# A Manchester United FC 2025–2026-os szezonja
Ez a szócikk a Manchester United FC 2025–2026-os szezonjáról szól, amely a csapatnak sorozatban 51. az angol első osztályban és 34. a Premier League-ben. A United főszponzora a szezonra a Qualcomm Snapdragon márkája. Rúben Amorim első teljes szezonja a csapat edzőjeként.
Az első alkalom, hogy a csapat nem vesz részt egy európai kupasorozatban a 2014–2015-ös szezon óta, illetve Jonny Evans távozása után az első idény 1992–1993 óta, hogy a csapatban nincs egy Premier League-győztes se, és az első 1974 óta, hogy egy játékos sincs a keretben, akit edzett Sir Alex Ferguson.

## Mezek
Gyártó: Adidas Mezszponzor: Snapdragon
A United mezének sorozatban a második szezonban a Qualcomm a mezszponzora, míg a gyártó ismét az Adidas. A hazai mezt 2025. június 12-én mutatta be a csapat, amelyet az Old Trafford inspirált, különböző grafikai elemekkel van díszítve, amelyek a stadion különböző részeit jelölik.
A csapat vendég mezét július 16-án mutatták be, melynek „hópehely mintáját” a közkedvelt 1991–92-es szezonban használt idegenbeli mez inspirált. A harmadik mez bejelntésére augusztus 12-én került sor, amelyet az 1993 és 1995 között viselt idegenbeli mez inspirált, és amelyben először duplázott a csapat.

### Mezőnyjátékos mez
| Hazai | Vendég | Harmadik |

### Kapus mez
| Kapus 1 | Kapus 2 | Kapus 3 |

## Felkészülési időszak és barátságos mérkőzések
A Manchester United sorozatban harmadjára az Amerikai Egyesült Államokban készült fel a szezonra, ezúttal a Premier League Summer Series első kiírása részeként. Három mérkőzést játszottak a West Ham United, a Bournemouth és az Everton ellen. Az utóbbi a csapat első mérkőzése története során Georgiában.
A játékosok július 7-én tértek vissza edzésre, a Carrington edzőközpontba. Az Egyesült Államokba utazása előtt a United még játszott egy mérkőzést Stockholmban a rivális Leeds United ellen, amely döntetlen lett. Erre a találkozóra Altay Bayındır, Tom Heaton és Dermot Mee kapusok, Diogo Dalot, Núszír Mázráví, Matthijs de Ligt, Harry Maguire, Patrick Dorgu, Leny Yoro, Luke Shaw, Ayden Heaven, Diego León, Tyler Fredricson, Reece Munro és Godwill Kukonki hátvédek, Mason Mount, Bruno Fernandes, Casemiro, Manuel Ugarte, Kobbie Mainoo, Jack Fletcher, Sékou Koné és Toby Collyer középpályások, illetve Rasmus Højlund, Matheus Cunha, Amad, Chido Obi, Ethan Williams és Bendito Mantato támadók utaztak el.
Az Egyesült Államokba hasonló kerettel indult a United június 22-én, a kapusokhoz csatlakozott Will Murdock és André Onana, a védőkhöz a sérült Lisandro Martínez, a csatárokhoz pedig Joshua Zirkzee és az egy nappal korábban szerződtetett Bryan Mbeumo, viszont nem utazott el Godwill Kukonki. Július 26-án játszották az első mérkőzést a West Ham ellen, a United 2–1-re nyert Bruno Fernandes duplájával, míg a londoniak gólját Jarrod Bowen szerezte. A nézőszám 82 566 volt, amellyel a legnézettebb labdarúgó-mérkőzés lett az évben az Egyesült Államokban, megelőzve a 2025-ös FIFA-klubvilágbajnokság döntőjét.
Második találkozóját a United még könnyebben nyerte meg, négy gólt szereztek 70 percen belül a Bournemouth ellen. A gólszerzők Rasmus Højlund, Patrick Dorgu, Amad és Ethan Williams voltak. A 88. percben Matthijs de Ligt öngóljával szépített a Bournemouth. Így a Unitednak már csak egy pontot kellett szereznie az utolsó mérkőzésen, hogy megnyerje a tornát. A harmadik, és egyben utolsó amerikai mérkőzésen mutatkozott be Bryan Mbeumo, a United 2–2-es döntetlent játszott az Everton ellen, ezzel megnyerve a Premier League felkészülési tornáját.
A felkészülési időszakot hazai pályán, augusztus 9-én a Fiorentina ellen zárta a United. A mérkőzés előtt bemutatták négy nyári igazolásukat (Cunha, León, Mbeumo és az aznap bejelentett Benjamin Šeško) az Old Traffordnak, illetve átadtak egy ajándékot az olasz klub csapatkapitányaként visszatérő David de Geának.
Minden időpont helyi idő szerint feltüntetve
| 2025. július 19. 15:00 |

| Manchester United | 0–0         | Leeds United |
| ----------------- | ----------- | ------------ |
|                   | Jegyzőkönyv |              |

| Strawberry Arena, Stockholm, Svédország Nézőszám: 45 345 Játékvezető: Adam Ladebäck |

| 2025. július 26. 19:00 |

| Manchester United           | 2–1               | West Ham United |
| --------------------------- | ----------------- | --------------- |
| Fernandes 5' (11-esből) 52' | (1–0) Jegyzőkönyv | Bowen 63'       |

| MetLife Stadium, East Rutherford, New Jersey Nézőszám: 82 262 Játékvezető: Thomas Bramall |

| 2025. július 30. 20:30 |

| Manchester United                          | 4–1         | Bournemouth         |
| ------------------------------------------ | ----------- | ------------------- |
| Højlund 8' Dorgu 25' Amad 53' Williams 72' | Jegyzőkönyv | de Ligt 88' (öngól) |

| Soldier Field, Chicago, Illinois Játékvezető: Lewis Smith |

| 2025. augusztus 3. 16:00 |

| Manchester United                  | 2–2               | Everton                       |
| ---------------------------------- | ----------------- | ----------------------------- |
| Fernandes 19' (11-esből) Mount 69' | (1–1) Jegyzőkönyv | Ndiaye 40' Heaven 75' (öngól) |

| Mercedes-Benz Stadion, Atlanta, Georgia |

| 2025. augusztus 9. 12:45 |

| Manchester United                 | 1–1               | Fiorentina                        |
| --------------------------------- | ----------------- | --------------------------------- |
| Gosens 25' (öngól)                | (1–1) Jegyzőkönyv | Sohm 8'                           |
| Büntetőpárbaj                     |                   |                                   |
| Fernandes Cunha Dalot Amad Mainoo | 5–4               | Kean Fazzini Szábírí Ndour Parisi |

| Old Trafford, Manchester |

## Premier League
Az angol bajnokság 2025 augusztusában kezdődött. A United az Arsenal ellen kezdett hazai pályán, de Altay Bayındır kapushibája következtében 1–0-ra kikaptak. Bemutatkozott kezdőként Matheus Cunha és Bryan Mbeumo, illetve csereként Benjamin Šeško.

### Mérkőzések
Minden időpont helyi idő szerint.
| 2025. augusztus 17. 16:30 |

| Manchester United | 0–1               | Arsenal       |
| ----------------- | ----------------- | ------------- |
|                   | (0–1) Jegyzőkönyv | Calafiori 13' |

| Old Trafford, Manchester Nézőszám: Játékvezető: Simon Hooper Asszisztensek: Adrian Holmes, Simon Long |

| 2025. augusztus 23. 15:00 |

| Fulham | –           | Manchester United |
| ------ | ----------- | ----------------- |
|        | Jegyzőkönyv |                   |

| Craven Cottage, London Nézőszám: |

| 2025. augusztus 30. 15:00 |

| Manchester United | –           | Burnley |
| ----------------- | ----------- | ------- |
|                   | Jegyzőkönyv |         |

| Old Trafford, Manchester Nézőszám: |

| 2025. szeptember 14. 15:00 |

| Manchester City | –           | Manchester United |
| --------------- | ----------- | ----------------- |
|                 | Jegyzőkönyv |                   |

| Etihad Stadion, Manchester Nézőszám: |

| 2025. szeptember 20. 17:30 |

| Manchester United | –           | Chelsea |
| ----------------- | ----------- | ------- |
|                   | Jegyzőkönyv |         |

| Old Trafford, Manchester Nézőszám: |

| 2025. szeptember 27. 12:30 |

| Brentford | –           | Manchester United |
| --------- | ----------- | ----------------- |
|           | Jegyzőkönyv |                   |

| Brentfordi Közösségi Stadion, London Nézőszám: |

| 2025. október 4. 15:00 |

| Manchester United | –           | Sunderland |
| ----------------- | ----------- | ---------- |
|                   | Jegyzőkönyv |            |

| Old Trafford, Manchester Nézőszám: |

| 2025. október 18. 15:00 |

| Liverpool | –           | Manchester United |
| --------- | ----------- | ----------------- |
|           | Jegyzőkönyv |                   |

| Anfield, Liverpool Nézőszám: |

| 2025. október 25. 15:00 |

| Manchester United | –           | Brighton & Hove Albion |
| ----------------- | ----------- | ---------------------- |
|                   | Jegyzőkönyv |                        |

| Old Trafford, Manchester Nézőszám: |

| 2025. november 1. 15:00 |

| Nottingham Forest | –           | Manchester United |
| ----------------- | ----------- | ----------------- |
|                   | Jegyzőkönyv |                   |

| Városi Stadion, Nottingham Nézőszám: |

| 2025. november 8. 15:00 |

| Tottenham Hotspur | –           | Manchester United |
| ----------------- | ----------- | ----------------- |
|                   | Jegyzőkönyv |                   |

| Tottenham Hotspur Stadion, London Nézőszám: |

| 2025. november 22. 15:00 |

| Manchester United | –           | Everton |
| ----------------- | ----------- | ------- |
|                   | Jegyzőkönyv |         |

| Old Trafford, Manchester Nézőszám: |

| 2025. november 29. 15:00 |

| Crystal Palace | –           | Manchester United |
| -------------- | ----------- | ----------------- |
|                | Jegyzőkönyv |                   |

| Selhurst Park, London Nézőszám: |

| 2025. december 3. 20:00 |

| Manchester United | –           | West Ham United |
| ----------------- | ----------- | --------------- |
|                   | Jegyzőkönyv |                 |

| Old Trafford, Manchester Nézőszám: |

| 2025. december 6. 15:00 |

| Wolverhampton Wanderers | –           | Manchester United |
| ----------------------- | ----------- | ----------------- |
|                         | Jegyzőkönyv |                   |

| Molineux Stadion, Wolverhampton Nézőszám: |

| 2025. december 13. 15:00 |

| Manchester United | –           | Bournemouth |
| ----------------- | ----------- | ----------- |
|                   | Jegyzőkönyv |             |

| Old Trafford, Manchester Nézőszám: |

| 2025. december 20. 15:00 |

| Aston Villa | –           | Manchester United |
| ----------- | ----------- | ----------------- |
|             | Jegyzőkönyv |                   |

| Villa Park, Birmingham Nézőszám: |

| 2025. december 27. 15:00 |

| Manchester United | –           | Newcastle United |
| ----------------- | ----------- | ---------------- |
|                   | Jegyzőkönyv |                  |

| Old Trafford, Manchester Nézőszám: |

| 2025. december 30. 20:00 |

| Manchester United | –           | Wolverhampton Wanderers |
| ----------------- | ----------- | ----------------------- |
|                   | Jegyzőkönyv |                         |

| Old Trafford, Manchester Nézőszám: |

| 2026. január 3. 15:00 |

| Leeds United | –           | Manchester United |
| ------------ | ----------- | ----------------- |
|              | Jegyzőkönyv |                   |

| Elland Road, Leeds Nézőszám: |

| 2026. január 7. 20:00 |

| Burnley | –           | Manchester United |
| ------- | ----------- | ----------------- |
|         | Jegyzőkönyv |                   |

| Turf Moor, Burnley Nézőszám: |

| 2026. január 17. 15:00 |

| Manchester United | –           | Manchester City |
| ----------------- | ----------- | --------------- |
|                   | Jegyzőkönyv |                 |

| Old Trafford, Manchester Nézőszám: |

| 2026. január 24. 15:00 |

| Arsenal | –           | Manchester United |
| ------- | ----------- | ----------------- |
|         | Jegyzőkönyv |                   |

| Emirates Stadion, London Nézőszám: |

| 2026. január 31. 15:00 |

| Manchester United | –           | Fulham |
| ----------------- | ----------- | ------ |
|                   | Jegyzőkönyv |        |

| Old Trafford, Manchester Nézőszám: |

| 2026. február 7. 15:00 |

| Manchester United | –           | Tottenham Hotspur |
| ----------------- | ----------- | ----------------- |
|                   | Jegyzőkönyv |                   |

| Old Trafford, Manchester Nézőszám: |

| 2026. február 11. 20:00 |

| West Ham United | –           | Manchester United |
| --------------- | ----------- | ----------------- |
|                 | Jegyzőkönyv |                   |

| London Stadion, London Nézőszám: |

| 2026. február 21. 15:00 |

| Everton | –           | Manchester United |
| ------- | ----------- | ----------------- |
|         | Jegyzőkönyv |                   |

| Hill Dickinson Stadion, Liverpool Nézőszám: |

| 2026. február 28. 15:00 |

| Manchester United | –           | Crystal Palace |
| ----------------- | ----------- | -------------- |
|                   | Jegyzőkönyv |                |

| Old Trafford, Manchester Nézőszám: |

| 2026. március 4. 15:00 |

| Newcastle United | –           | Manchester United |
| ---------------- | ----------- | ----------------- |
|                  | Jegyzőkönyv |                   |

| St James’ Park, Newcastle upon Tyne Nézőszám: |

| 2026. március 14. 15:00 |

| Manchester United | –           | Aston Villa |
| ----------------- | ----------- | ----------- |
|                   | Jegyzőkönyv |             |

| Old Trafford, Manchester Nézőszám: |

| 2026. március 21. 15:00 |

| Bournemouth | –           | Manchester United |
| ----------- | ----------- | ----------------- |
|             | Jegyzőkönyv |                   |

| Vitality Stadion, Bournemouth Nézőszám: |

| 2026. április 11. 15:00 |

| Manchester United | –           | Leeds United |
| ----------------- | ----------- | ------------ |
|                   | Jegyzőkönyv |              |

| Old Trafford, Manchester Nézőszám: |

| 2026. április 18. 15:00 |

| Chelsea | –           | Manchester United |
| ------- | ----------- | ----------------- |
|         | Jegyzőkönyv |                   |

| Stamford Bridge, London Nézőszám: |

| 2026. április 25. 15:00 |

| Manchester United | –           | Brentford |
| ----------------- | ----------- | --------- |
|                   | Jegyzőkönyv |           |

| Old Trafford, Manchester Nézőszám: |

| 2026. május 2. 15:00 |

| Manchester United | –           | Liverpool |
| ----------------- | ----------- | --------- |
|                   | Jegyzőkönyv |           |

| Old Trafford, Manchester Nézőszám: |

| 2026. május 9. 15:00 |

| Sunderland | –           | Manchester United |
| ---------- | ----------- | ----------------- |
|            | Jegyzőkönyv |                   |

| Stadium of Light, Sunderland Nézőszám: |

| 2026. május 17. 15:00 |

| Manchester United | –           | Nottingham Forest |
| ----------------- | ----------- | ----------------- |
|                   | Jegyzőkönyv |                   |

| Old Trafford, Manchester Nézőszám: |

| 2026. május 24. 16:00 |

| Brighton & Hove Albion | –           | Manchester United |
| ---------------------- | ----------- | ----------------- |
|                        | Jegyzőkönyv |                   |

| American Express Stadion, Brighton Nézőszám: |

### Bajnoki tabella
| Hely. | Csapat            | M | Gy | D | V | G+ | G– | Gk | P |
| ----- | ----------------- | - | -- | - | - | -- | -- | -- | - |
| 13.   | Everton           | 0 | 0  | 0 | 0 | 0  | 0  | 0  | 0 |
| 14.   | Leeds UnitedÚ     | 0 | 0  | 0 | 0 | 0  | 0  | 0  | 0 |
| 15.   | Manchester United | 1 | 0  | 0 | 1 | 0  | 1  | −1 | 0 |
| 16.   | Bournemouth       | 1 | 0  | 0 | 1 | 2  | 4  | −2 | 0 |
| 17.   | BurnleyÚ          | 1 | 0  | 0 | 1 | 0  | 3  | −3 | 0 |

## FA-Kupa
A Manchester United a kupasorozat harmadik fordulójában csatlakozik, 2026 első hónapjaiban.

## Ligakupa
A Manchester United a kupasorozat második fordulójában csatlakozik, 2025 augusztusában.
Második forduló
| 2025. augusztus 26. |

| Grimsby Town | – | Manchester United |
| ------------ | - | ----------------- |
|              |   |                   |

| Blundell Park, Cleethorpes Nézőszám: |

## Statisztika

### Pályára lépések és gólok
Frissítve: 2025. augusztus 17.
| #     | Poszt. | Név                | Liga          | Liga | FA Kupa       | FA Kupa | Ligakupa      | Ligakupa | Szuperkupa    | Szuperkupa | Európa        | Európa | Összes        | Összes | Lapok | Lapok |
| #     | Poszt. | Név                | Pályára lépés | Gól  | Pályára lépés | Gól     | Pályára lépés | Gól      | Pályára lépés | Gól        | Pályára lépés | Gól    | Pályára lépés | Gól    |       |       |
| ----- | ------ | ------------------ | ------------- | ---- | ------------- | ------- | ------------- | -------- | ------------- | ---------- | ------------- | ------ | ------------- | ------ | ----- | ----- |
| 1     | KA     | Altay Bayındır     | 1             | 0    | 0             | 0       | 0             | 0        | 0             | 0          | 0             | 0      | 1             | 0      | 0     | 0     |
| 2     | V      | Diogo Dalot        | 1             | 0    | 0             | 0       | 0             | 0        | 0             | 0          | 0             | 0      | 1             | 0      | 0     | 0     |
| 3     | V      | Núszír Mázráví     | 0             | 0    | 0             | 0       | 0             | 0        | 0             | 0          | 0             | 0      | 0             | 0      | 0     | 0     |
| 4     | V      | Matthijs de Ligt   | 1             | 0    | 0             | 0       | 0             | 0        | 0             | 0          | 0             | 0      | 1             | 0      | 0     | 0     |
| 5     | V      | Harry Maguire      | 0(1)          | 0    | 0             | 0       | 0             | 0        | 0             | 0          | 0             | 0      | 0(1)          | 0      | 0     | 0     |
| 6     | V      | Lisandro Martínez  | 0             | 0    | 0             | 0       | 0             | 0        | 0             | 0          | 0             | 0      | 0             | 0      | 0     | 0     |
| 7     | KP     | Mason Mount        | 1             | 0    | 0             | 0       | 0             | 0        | 0             | 0          | 0             | 0      | 1             | 0      | 0     | 0     |
| 8     | KP     | Bruno Fernandes () | 1             | 0    | 0             | 0       | 0             | 0        | 0             | 0          | 0             | 0      | 1             | 0      | 0     | 0     |
| 9     | CS     | Rasmus Højlund     | 0             | 0    | 0             | 0       | 0             | 0        | 0             | 0          | 0             | 0      | 0             | 0      | 0     | 0     |
| 10    | CS     | Matheus Cunha      | 1             | 0    | 0             | 0       | 0             | 0        | 0             | 0          | 0             | 0      | 1             | 0      | 0     | 0     |
| 11    | CS     | Joshua Zirkzee     | 0             | 0    | 0             | 0       | 0             | 0        | 0             | 0          | 0             | 0      | 0             | 0      | 0     | 0     |
| 12    | V      | Tyrell Malacia     | 0             | 0    | 0             | 0       | 0             | 0        | 0             | 0          | 0             | 0      | 0             | 0      | 0     | 0     |
| 13    | KP     | Patrick Dorgu      | 1             | 0    | 0             | 0       | 0             | 0        | 0             | 0          | 0             | 0      | 1             | 0      | 1     | 0     |
| 15    | V      | Leny Yoro          | 1             | 0    | 0             | 0       | 0             | 0        | 0             | 0          | 0             | 0      | 1             | 0      | 0     | 0     |
| 16    | CS     | Amad               | 0(1)          | 0    | 0             | 0       | 0             | 0        | 0             | 0          | 0             | 0      | 0(1)          | 0      | 0     | 0     |
| 17    | CS     | Alejandro Garnacho | 0             | 0    | 0             | 0       | 0             | 0        | 0             | 0          | 0             | 0      | 0             | 0      | 0     | 0     |
| 18    | KP     | Casemiro           | 1             | 0    | 0             | 0       | 0             | 0        | 0             | 0          | 0             | 0      | 1             | 0      | 0     | 0     |
| 19    | CS     | Bryan Mbeumo       | 1             | 0    | 0             | 0       | 0             | 0        | 0             | 0          | 0             | 0      | 1             | 0      | 0     | 0     |
| 21    | CS     | Antony             | 0             | 0    | 0             | 0       | 0             | 0        | 0             | 0          | 0             | 0      | 0             | 0      | 0     | 0     |
| 22    | KA     | Tom Heaton         | 0             | 0    | 0             | 0       | 0             | 0        | 0             | 0          | 0             | 0      | 0             | 0      | 0     | 0     |
| 23    | V      | Luke Shaw          | 1             | 0    | 0             | 0       | 0             | 0        | 0             | 0          | 0             | 0      | 1             | 0      | 0     | 0     |
| 24    | KA     | André Onana        | 0             | 0    | 0             | 0       | 0             | 0        | 0             | 0          | 0             | 0      | 0             | 0      | 0     | 0     |
| 25    | KP     | Manuel Ugarte      | 0(1)          | 0    | 0             | 0       | 0             | 0        | 0             | 0          | 0             | 0      | 0(1)          | 0      | 0     | 0     |
| 26    | V      | Ayden Heaven       | 0             | 0    | 0             | 0       | 0             | 0        | 0             | 0          | 0             | 0      | 0             | 0      | 0     | 0     |
| 30    | CS     | Benjamin Šeško     | 0(1)          | 0    | 0             | 0       | 0             | 0        | 0             | 0          | 0             | 0      | 0(1)          | 0      | 0     | 0     |
| 32    | CS     | Chido Obi          | 0             | 0    | 0             | 0       | 0             | 0        | 0             | 0          | 0             | 0      | 0             | 0      | 0     | 0     |
| 33    | V      | Tyler Fredricson   | 0             | 0    | 0             | 0       | 0             | 0        | 0             | 0          | 0             | 0      | 0             | 0      | 0     | 0     |
| 35    | V      | Diego León         | 0             | 0    | 0             | 0       | 0             | 0        | 0             | 0          | 0             | 0      | 0             | 0      | 0     | 0     |
| 37    | KP     | Kobbie Mainoo      | 0             | 0    | 0             | 0       | 0             | 0        | 0             | 0          | 0             | 0      | 0             | 0      | 0     | 0     |
| 41    | V      | Harry Amass        | 0             | 0    | 0             | 0       | 0             | 0        | 0             | 0          | 0             | 0      | 0             | 0      | 0     | 0     |
| 43    | KP     | Toby Collyer       | 0             | 0    | 0             | 0       | 0             | 0        | 0             | 0          | 0             | 0      | 0             | 0      | 0     | 0     |
| –     | KP     | Jadon Sancho       | 0             | 0    | 0             | 0       | 0             | 0        | 0             | 0          | 0             | 0      | 0             | 0      | 0     | 0     |
| Öngól | Öngól  | Öngól              | —             | 0    | —             | 0       | —             | 0        | —             | 0          | —             | 0      | —             | 0      | N/A   | N/A   |

1. ↑  A helyezés közvetlenül a mérkőzés után rögzítve
2. ↑  A lista nem végleges, azok szerepelnek rajta, akiknek van érvényes szerződése a szezonra. Utánpótlás-játékosok közül azok kaptak helyek, akik bemutatkoztak az előző évadban.
3. ↑  A listán azon játékosok szerepelnek, akik egyszer legalább a cserepadon ültek a szezonban.
4. ↑  León a felkészülési időszak első négy mérkőzésén a 30-as mezszámot viselte.[14]

## Sérülések
A játékosok betűrendben vannak felsorolva, míg a sérülésből vissza nem tért játékosoknál az időtartam dőlt betűkkel van feltüntetve.
| Játékos           | Sérülés oka        | Utolsó mérkőzés  | Első mérkőzés sérülés után (várható visszatérés) | Sérülés hossza | For.   |
| ----------------- | ------------------ | ---------------- | ------------------------------------------------ | -------------- | ------ |
| Lisandro Martínez | Térdszalagszakadás | 2025. február 2. | Ismeretlen (2025. szeptember)                    | 196 nap        | [ 15 ] |
| Núszír Mázráví    | Ismeretlen         | 2025. július 19. | Ismeretlen (2025. augusztus)                     | 29 nap         |        |
| André Onana       | Combizomsérülés    | 2025. július 12. | Ismeretlen (2025. augusztus)                     | 36 nap         | [ 16 ] |
| Joshua Zirkzee    | Ismeretlen         | 2025. július 19. | 2025. augusztus 17.                              | 29 nap         |        |

## Edzői stáb
| Pozíció                     | Edző                                          |
| --------------------------- | --------------------------------------------- |
| Vezetőedző                  | Rúben Amorim                                  |
| Másodedző                   | Carlos Fernandes                              |
| Edzők                       | Adélio Cândido Emanuel Ferro                  |
| Kapusedző                   | Jorge Vital                                   |
| Asszisztens kapusedző       | Craig Mawson                                  |
| Első csapat orvos           | Jim Moxon                                     |
| Fő fizikoterapeuta          | Jordan Reece                                  |
| Első csapat fizikoterapeuta | Ibrahim Kerem Andy Walling                    |
| Sportterapeuták             | Abner Bruzzichessi Alan Watmough Andy Caveney |
| Fő erőnléti edző            | Ed Leng                                       |
| Erőnléti edző               | Paulo Barreira                                |
| Fitnesszedző                | Charlie Owen Paulo Gaudino                    |
| Testi erő edző              | Michael Clegg                                 |
| Sporttudós                  | Michael Eglon                                 |

## Átigazolások

### Érkezők
| Dátum              | Poszt  | Név                 | Honnan                  | Ár           | F.            |
| ------------------ | ------ | ------------------- | ----------------------- | ------------ | ------------- |
| 2025. június 12.   | csatár | Matheus Cunha       | Wolverhampton Wanderers | £62,5 millió | [ 17 ] [ 18 ] |
| 2025. július 1.    | hátvéd | Diego León          | Cerro Porteño           | £3,4 millió  | [ 19 ]        |
| 2025. július 1.    | csatár | Enzo Kana-Biyik     | Le Havre                | ingyenes     | [ 20 ]        |
| 2025. július 1.    | hátvéd | Harley Emsden-James | Southampton             | £1 millió    | [ 21 ]        |
| 2025. július 21.   | csatár | Bryan Mbeumo        | Brentford               | £65 millió   | [ 23 ]        |
| 2025. augusztus 9. | csatár | Benjamin Šeško      | RB Leipzig              | £66,4 millió | [ 25 ]        |

### Távozók
| Dátum            | Poszt       | Név               | Hova                                               | Ár                                                 | F.     |
| ---------------- | ----------- | ----------------- | -------------------------------------------------- | -------------------------------------------------- | ------ |
| 2024. június 30. | hátvéd      | Victor Lindelöf   | Lejárt a szerződése                                | Lejárt a szerződése                                | [ 26 ] |
| 2024. június 30. | hátvéd      | Jonny Evans       | Visszavonult                                       | Visszavonult                                       | [ 26 ] |
| 2024. június 30. | középpályás | Christian Eriksen | Lejárt a szerződése                                | Lejárt a szerződése                                | [ 26 ] |
| 2024. június 30. | kapus       | Hubert Graczyk    | Lejárt a szerződése                                | Lejárt a szerződése                                | [ 26 ] |
| 2024. június 30. | hátvéd      | Jack Kingdon      | Lejárt a szerződése                                | Lejárt a szerződése                                | [ 26 ] |
| 2024. június 30. | hátvéd      | Sam Murray        | Lejárt a szerződése, a Carlisle Unitedhoz igazolt. | Lejárt a szerződése, a Carlisle Unitedhoz igazolt. | [ 26 ] |
| 2024. június 30. | kapus       | Tom Myles         | Lejárt a szerződése, a Rochdalehez igazolt.        | Lejárt a szerződése, a Rochdalehez igazolt.        | [ 26 ] |
| 2024. június 30. | hátvéd      | James Nolan       | Lejárt a szerződése                                | Lejárt a szerződése                                | [ 26 ] |
| 2024. június 30. | kapus       | Tom Wooster       | Lejárt a szerződése                                | Lejárt a szerződése                                | [ 26 ] |

### Kölcsönben távozók
| -tól                | -ig             | Poszt       | Név             | Hova                 | F.     |
| ------------------- | --------------- | ----------- | --------------- | -------------------- | ------ |
| 2025. július 10.    | A szezon végéig | csatár      | Enzo Kana-Biyik | Lausanne-Sport       | [ 20 ] |
| 2025. július 10.    | A szezon végéig | hátvéd      | Sonny Aljofree  | Notts County         | [ 29 ] |
| 2025. július 15.    | A szezon végéig | hátvéd      | Habeeb Ogunneye | Newport County       | [ 30 ] |
| 2025. július 17.    | A szezon végéig | középpályás | Dan Gore        | Rotherham United     | [ 31 ] |
| 2025. július 19.    | A szezon végéig | csatár      | Joe Hugill      | Barnet               | [ 32 ] |
| 2025. július 22.    | A szezon végéig | kapus       | Elyh Harrison   | Shrewsbury Town      | [ 33 ] |
| 2025. július 23.    | A szezon végéig | csatár      | Marcus Rashford | Barcelona            | [ 34 ] |
| 2025. július 28.    | A szezon végéig | kapus       | Radek Vítek     | Bristol City         | [ 35 ] |
| 2025. augusztus 1.  | A szezon végéig | támadó      | Ethan Wheatley  | Northampton Town     | [ 36 ] |
| 2025. augusztus 1.  | A szezon végéig | középpályás | Jack Moorhouse  | Leyton Orient        | [ 37 ] |
| 2025. augusztus 15. | A szezon végéig | középpályás | Toby Collyer    | West Bromwich Albion | [ 38 ] |

## Szerződéshosszabbítások
| Dátum            | Poszt | Név            | Szerződés hossza | Szerződés lejárta | F.     |
| ---------------- | ----- | -------------- | ---------------- | ----------------- | ------ |
| 2025. június 27. | kapus | Tom Heaton     | 1 év             | 2026              | [ 39 ] |
| 2025. július 28. | kapus | Radek Vítek    | 3 év             | 2028              | [ 35 ] |
| 2025. július 28. | kapus | Jack Moorhouse | 3 év             | 2028              | [ 37 ] |

## Forrás
- Egymás elleni eredmények (Anglia): Premier League.com